# ROACE
ROACE (Return on Average Capital Employed) è un indice di redditività utilizzata dalle imprese per valutare i ritorni sul capitale impiegato. Molto simile al ROCE, si differenzia da esso nella valutazione del denominatore. Il Capitale impiegato (=Totale Assets-Passività correnti=Patrimonio Netto+Passività non correnti) non viene più ad essere il valore alla chiusura dell'esercizio contabile ma una media tra il valore di inizio e fine dello stesso.
Si affianca spesso al ROE nell'analisi ad indici per dare una visione complementare. Il ROACE guarda alla capacità dell'impresa di produrre utili indipendentemente dalla sua struttura finanziaria. Il ROE viene invece ad essere "gonfiato" facendo ricorso alla Leva finanziaria, aumentando l'indebitamento dell'impresa stessa e la volatilità dei suoi risultati.